# Aldo Nichele
Aldo Nichele, indicato talvolta come Aldo Nichel o solamente Nichel (Sandrigo, 8 maggio 1905 – Bologna, ...), è stato un calciatore italiano, di ruolo centrocampista.

## Carriera
Nichele venne aggregato nel 1926-1927 da una squadra bolognese subito dopo l'unione tra Palestra Ginnastica Fiorentina Libertas e Club Sportivo Firenze. Disputò in stagione 15 presenze, esordendo in Prima Divisione il 10 ottobre 1926 nell'incontro vinto dalla squadra gigliata a Reggio Emilia contro la Reggiana; in quella stagione, Nichele segnò 3 reti, una al Prato, una al Carpi e una alla SPAL. Nella stagione successiva giocò una sola partita, contro il Foggia, segnando il gol del 1-0 iniziale. Nella Divisione Nazionale 1928-1929, Nichele giocò 6 incontri senza segnare alcuna rete.
Venne poi ceduto al Rovigo (in Prima Divisione 1929-1930) e in seguito alla Persicetana di San Giovanni in Persiceto